# Наредена n-орка
Наредена n-орка (още: n-торка) е термин в математиката, с който се означава набор от краен брой елементи на дадено множество A, между които е въведена наредба и самият запис посочва реда на елементите: първи, втори, n-ти (n ∈ ℤ, n > 0).
Формалната дефиниция се дава от изображението f : [1, 2, ..., n] → A.
Съществува само една 0-орка, празната редица, празното множество ∅. Наредената n-орка се дефинира индуктивно, използвайки конструкцията на наредената двойка.
Обикновено наредените n-орки се изписват оградени в скоби, като елементите са разделени помежду си със запетаи: "{\displaystyle ({\text{ }})}", но понякога се ползват и други видове скоби като квадратни "[ ]" или ъглови "< >". Фигурните скоби "{ }" се ползват само при дефинирането на масиви в някои програмни езици, например Java, но не и в математическите изрази, тъй като са запазени за стандартната нотация на множествата.

## Свойства
Общото правило за еквивалентност на две n-орки гласи:
{\displaystyle (a_{1},a_{2},\ldots ,a_{n})=(b_{1},b_{2},\ldots ,b_{n})} тогава и само тогава когато {\displaystyle a_{1}=b_{1},{\text{ }}a_{2}=b_{2},{\text{ }}\ldots ,{\text{ }}a_{n}=b_{n}.}
Така n-орката притежава свойства, които я отличават от множеството.
1. n-орката може да съдържа множество инстанции на един и същ елемент, поради което n-орките {\displaystyle (1,2,2,3)} и {\displaystyle (1,2,3)} са различни, въпреки че множествата {\displaystyle \{1,2,2,3\}} и {\displaystyle \{1,2,3\}} съвпадат.
2. Елементите на n-орката са наредени: {\displaystyle (1,2,3)\neq (3,2,1)}, за разлика от множествата {\displaystyle \{1,2,3\}=\{3,2,1\}}.
3. n-орките имат краен брой елементи, докато множествата могат да бъдат безкрайни, в това число изброими или неизброими.